# Osoje (miasto Novi Pazar)
Osoje (cyr. Осоје) – wieś w Serbii, w okręgu raskim, w mieście Novi Pazar. W 2011 roku liczyła 1686 mieszkańców.